# Atlantis (compagnie aérienne)
 (avril 2023).
La mise en forme du texte ne suit pas les recommandations de Wikipédia : il faut le « wikifier ».
Les points d'amélioration suivants sont les cas les plus fréquents. Le détail des points à revoir est peut-être précisé sur la page de discussion.
- Les titres sont pré-formatés par le logiciel. Ils ne sont ni en capitales, ni en gras.
- Le texte ne doit pas être écrit en capitales (les noms de famille non plus), ni en gras, ni en italique, ni en « petit »…
- Le gras n'est utilisé que pour surligner le titre de l'article dans l'introduction, une seule fois.
- L'italique est rarement utilisé : mots en langue étrangère, titres d'œuvres, noms de bateaux, etc.
- Les citations ne sont pas en italique mais en corps de texte normal. Elles sont entourées par des guillemets français : « et ».
- Les listes à puces sont à éviter, des paragraphes rédigés étant largement préférés. Les tableaux sont à réserver à la présentation de données structurées (résultats, etc.).
- Les appels de note de bas de page (petits chiffres en exposant, introduits par l'outil «  Source ») sont à placer entre la fin de phrase et le point final[comme ça].
- Les liens internes (vers d'autres articles de Wikipédia) sont à choisir avec parcimonie. Créez des liens vers des articles approfondissant le sujet. Les termes génériques sans rapport avec le sujet sont à éviter, ainsi que les répétitions de liens vers un même terme.
- Les liens externes sont à placer uniquement dans une section « Liens externes », à la fin de l'article. Ces liens sont à choisir avec parcimonie suivant les règles définies. Si un lien sert de source à l'article, son insertion dans le texte est à faire par les notes de bas de page.
- La présentation des références doit suivre les conventions bibliographiques. Il est recommandé d'utiliser les modèles {{Ouvrage}}, {{Chapitre}}, {{Article}}, {{Lien web}} et/ou {{Bibliographie}}. Le mode d'édition visuel peut mettre en forme automatiquement les références.
- Insérer une infobox (cadre d'informations à droite) n'est pas obligatoire pour parachever la mise en page.

Pour une aide détaillée, merci de consulter Aide:Wikification.
Si vous pensez que ces points ont été résolus, vous pouvez retirer ce bandeau et améliorer la mise en forme d'un autre article.
Pour les articles homonymes, voir Atlantis.
Atlantis AG est une ancienne compagnie aérienne allemande du tournant des années 1970. Fondée au printemps 1968 par d'anciens employés de Südflug International, elle a fait faillite en 1972. Atlantis est la première compagnie aérienne charter allemande à avoir lancé des vols quotidiens vers les États-Unis. L'aéroport d'attache de la société était celui de Francfort.

## Histoire

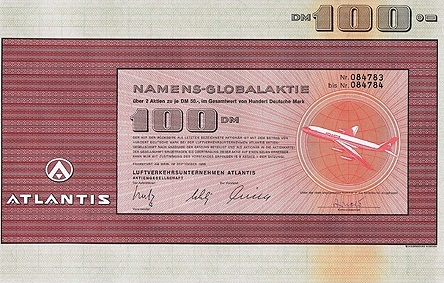
Une action Atlantis AG, 1969.

Après le rachat de la compagnie aérienne Südflug par Lufthansa en janvier 1968, le directeur des ventes de Südflug, Tillman Uhlig, et le commandant de bord Werner Will ont acquis Nordseeflug GmbH, fondée en 1966, qui exploitait un Douglas DC-3 sur des vols de Hambourg à Sylt. Le DC-3 a été vendu après le rachat et le nom de la société a été changé en Atlantis . La société a demandé des droits de route pour les vols vers les États-Unis et, à partir de mars 1968, a loué un Douglas DC-7 de Scandinavian Airlines System, avec lequel elle a initialement proposé des services d'affrètement ad hoc pour les travailleurs invités vers la Grèce, l'Espagne et la Turquie au printemps 1968,. Pendant les périodes de vacances, Atlantis a également opéré des vols charters à partir de divers aéroports ouest-allemands vers des destinations sur la Méditerranée.Le 1er novembre 1968, la société a reçu son premier avion à réaction, un Douglas DC-8-33 de l'inventaire de l’ancienne compagnie liquidée Südflug, que Lufthansa avait d'abord vendu à un concessionnaire d'avions américain et de là à Atlantis . Un deuxième Douglas DC-8 a été livré le 31 avril acquis en mars 1969 de la même manière.
Le 30 septembre 1968, Atlantis a reçu l'autorisation des autorités américaines pour les vols charters transatlantiques, qui devaient commencer le 2 septembre 1968 en avance par rapport à la date initiale de décembre 1968. Au printemps 1969, les autorités d‘aviation ouest-allemandes n‘avaient toujours pas donné leur approbation et un combat judiciaire s‘est engagé. De plus, des investisseurs supplémentaires ont été cherchés en 1969 afin de pouvoir agrandir leur flotte. À cette fin, Flugkapital GmbH a été fondée avec un volume d'investissement de plus de 40 millions de DM et la forme de la société a été modifiée en société par actions. Le 24 mai 1969, les vols vers les États-Unis ont commencé. Initialement, il y avait deux liaisons de Francfort/Main vers New York et Los Angeles. En janvier, février et avril 1970, la société a reçu un total de trois avions Douglas DC-9-32, qui ont été utilisés sur des vols charters vers la région méditerranéenne. Deux des trois DC-9 étaient exploités exclusivement pour le voyagiste de Stuttgart Hetzel-Reisen et étaient les seuls avions Atlantis à porter un nom de baptême (Schwabenland et Goldenes Horn). Avec trois tout nouveaux avions long-courriers du type Douglas DC-8-63CF, qui ont été livrés entre 1970 et 1971, le trafic aérien au-dessus de l'Atlantique Nord allait être considérablement intensifié et Chicago  devenait potentielle destination. De plus, Atlantis a commandé deux gros-porteurs McDonnell Douglas DC-10-30, dont la livraison était prévue en 1973.
Le 19 mars 1970 , Atlantis a demandé des droits de vol réguliers pour les États-Unis. Cependant, le ministère fédéral des Transports a rejeté cette demande en juillet 1970. La concurrence directe avec la société d'État Lufthansa a ainsi été évitée. Néanmoins, la situation entre les deux compagnies restait tendue car Lufthansa considérait l' Atlantis comme un concurrent potentiel dans le secteur des vols réguliers, qui était déjà en concurrence avec la filiale de Lufthansa Condor sur les liaisons charter. Lufthansa a refusé le support technique d'Atlantis et la livraison de la restauration à bord. Dans le même temps, la compagnie a baissé les tarifs sur les lignes desservies en parallèle par Atlantis . La guerre des prix croissante entre les deux sociétés a contribué au déclin économique d' Atlantis . Bien qu'elle transporte plus de 500 000 passagers en 1971, la compagnie rencontre des difficultés financières. Un financement inadéquat, des erreurs dans la planification des itinéraires et une mauvaise tarification ont entraîné des pertes croissantes. La société a également omis de louer ses avions à des tiers pendant les mois d'hiver à faible demande. Ce n'est qu'à l'été 1971 qu'Atlantis prête un DC-8 pour l' Aéromaritime français,. Les difficultés économiques ont continué à s'aggraver après la saison estivale de 1972 et ont conduit à l'arrêt des opérations aériennes le 19 octobre 1972. Le 20 octobre 1972, Atlantis AG déposait le bilan. Le mois suivant, les ventes des avions de la flotte ont commencé. En septembre 1981, la société a été radiée du registre du commerce.

## Flotte

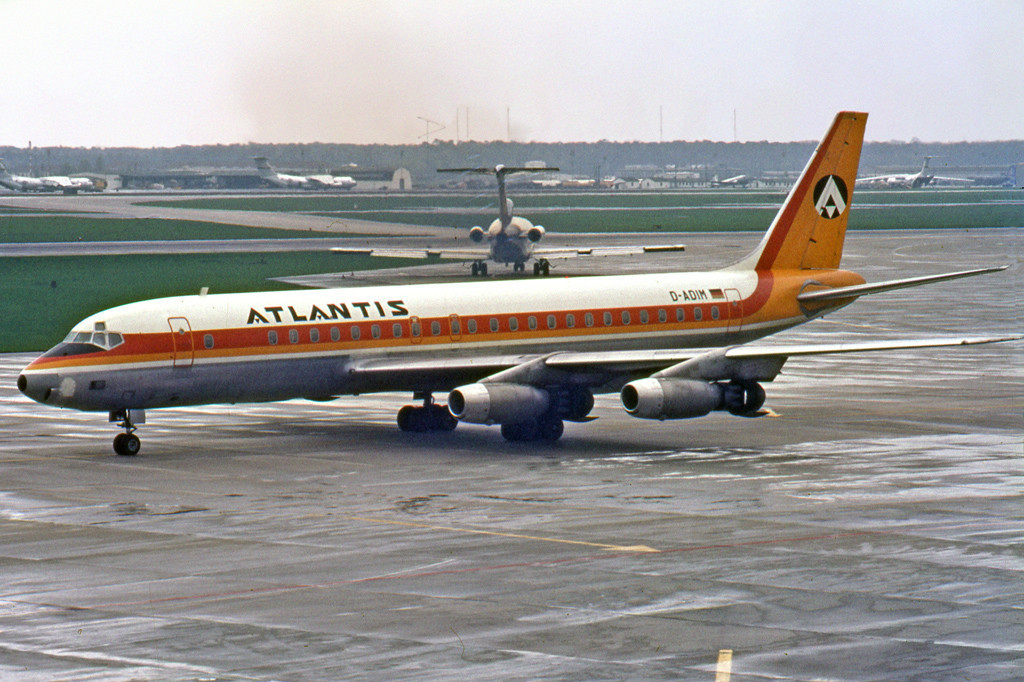
Douglas DC-8-33, d‘Atlantis en 1970

- Douglas DC-7C
- Douglas DC-8-33 et DC-8-63CF
- Douglas DC-9-32